# Trochalus rugifrons
Trochalus rugifrons är en skalbaggsart som beskrevs av Thomson 1858. Trochalus rugifrons ingår i släktet Trochalus och familjen Melolonthidae. Inga underarter finns listade i Catalogue of Life.